# Apomys hylocetes
{{#ifeq:0|0|{{#if:|{{#if:Apomyshylocetes|[[]}}|}}}}
Apomys hylocetes — вид гризунів родини мишевих (Muridae). Зустрічається тільки на Філіппінах. Цей всеїдний вид рідко зустрічається в первинних гірських лісах на висоті 1900 метрів і поширений у первинних мохових лісах від 2250 до 2800 метрів. Цей вид у природі зустрічається в порушених лісах, наприклад у зсувних районах.